# Spencer Platt

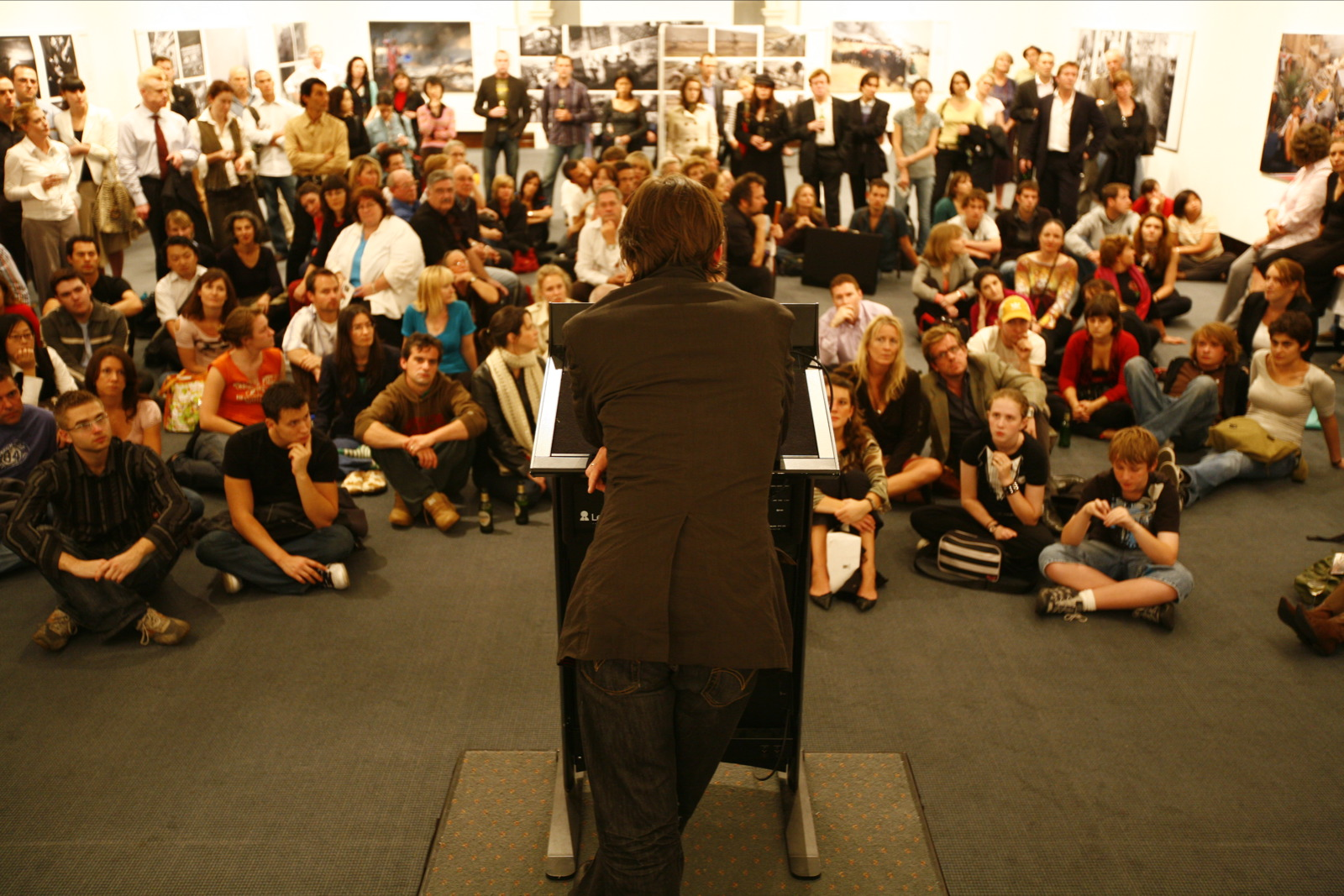
Na přednášce v knihovně New South Wales

Spencer Platt (* 16. března 1973) je současný americký fotograf. Od roku 2000 pracuje jako fotograf pro agenturu Getty Images. Získal první cenu na soutěži World Press Photo v roce 2006 za snímek Mladí Libanonci ve vybombardovaném Bejrútu.
Velký vliv měl na něj reportážní fotograf Henri Cartier-Bresson, z válečných fotografů pak Robert Capa a Larry Burrows.